# نویسنده بد (فیلم)
نویسنده بد (به انگلیسی: The Scribbler) فیلمی محصول سال ۲۰۱۴ و به کارگردانی جان سوئیتس است. در این فیلم بازیگرانی همچون کیتی کسیدی، گرت دیلاهانت، میشل تراکتنبرگ، مایکل امپریولی، جینا گرشان، ساشا گری، کونال نایر، اشلین ینی، الیزا دوشکو و بیلی کمبل ایفای نقش کرده‌اند.